# Sắp xếp trộn
Trong khoa học máy tính, sắp xếp trộn (merge sort) là một thuật toán sắp xếp để sắp xếp các danh sách (hoặc bất kỳ cấu trúc dữ liệu nào có thể truy cập tuần tự, v.d. luồng tập tin) theo một trật tự nào đó. Nó được xếp vào thể loại sắp xếp so sánh. Thuật toán này là một ví dụ tương đối điển hình của lối thuật toán chia để trị do John von Neumann đưa ra lần đầu năm 1945. Một thuật toán chi tiết được Goldstine và Neumann đưa ra năm 1948.

## Trộn
Giả sử có hai danh sách đã được sắp xếp {\displaystyle a[1..m]} và {\displaystyle b[1..n.]}. Ta có thể trộn chúng lại thành một danh sách mới {\displaystyle c[1..m+n]} được sắp xếp theo cách sau:
- So sánh hai phần tử đứng đầu của hai danh sách, lấy phần tử nhỏ hơn cho vào danh sách mới. Tiếp tục như vậy cho tới khi một trong hai danh sách là rỗng.
- Khi một trong hai danh sách là rỗng ta lấy phần còn lại của danh sách kia cho vào cuối danh sách mới.

Ví dụ: Cho hai danh sách {\displaystyle a=(1,3,7,9),b=(2,6)}, quá trình hòa nhập diễn ra như sau:
| Danh sách a | Danh sách b | So sánh | Danh sách c |
| ----------- | ----------- | ------- | ----------- |
| 1,3,7,9     | 2,6         | 1<2     | 1           |
| 3,7,9       | 2,6         | 2<3     | 1,2         |
| 3,7,9       | 6           | 3<6     | 1,2,3       |
| 7,9         | 6           | 6<7     | 1,2,3,6     |
| 7,9         |             |         | 1,2,3,6,7,9 |

## Trộn tại chỗ
Giả sử trong danh sách {\displaystyle a[1..n]} có 2 danh sách con kề nhau {\displaystyle a[k_{1}..k_{2}]} và {\displaystyle a[k_{2}+1..k_{3}]} đã được sắp. Ta áp dụng cách trộn tương tự như trên để trộn hai danh sách con vào một danh sách tạm {\displaystyle T[k_{1}..k_{3}]} rồi trả lại các giá trị của danh sách tạm T về danh sách A. Làm như vậy gọi là trộn tại chỗ.

## Trộn từ dưới lên
Nếu danh sách con chỉ gồm hai phần tử, mỗi nửa của nó gồm một phần tử đương nhiên đã được sắp. Do đó việc trộn tại chỗ hai nửa danh sách này cho danh sách con 2 phân tử được sắp.
Xuất phát từ đầu danh sách {\displaystyle a} ta trộn {\displaystyle a[1]} với {\displaystyle a[2]}, {\displaystyle a[3]} với {\displaystyle a[4]},... Khi đó mọi danh sách con gồm hai phần tử của {\displaystyle a} đã được sắp. Tiếp tục trộn các danh sách con kế tiếp nhau gồm 2 phần tử thành các danh sách con 4 phần tử... Mỗi lần trộn số các danh sách con cần trộn giảm đi một nửa. Quá trình dừng lại khi số danh sách con chỉ còn một.
Ví dụ: Cho danh sách {\displaystyle a=(2,3,5,6,4,1,7)}
| Công việc                                | Số DS con | Kết quả       |
| ---------------------------------------- | --------- | ------------- |
| Trộn các phần tử đứng kề nhau            | 7         | 2,3-5,6-1,4-7 |
| Trộn các danh sách con 2 phần tử kề nhau | 4         | 2,3,5,6-1,4,7 |
| Trộn các danh sách con 4 phần tử kề nhau | 2         | 1,2,3,4,5,6,7 |

## Sắp xếp trộn đệ quy
Một cách gọi đệ quy của sắp xếp trộn cũng thường được hướng dẫn trong các giáo trình giải thuật.
Để sắp xếp trộn đoạn {\displaystyle a[k_{1}..k_{2}]} của danh sách {\displaystyle a[1..n]} ta chia đoạn đó thành 2 phần {\displaystyle a[k_{1}..k_{3}]} và {\displaystyle a[k_{3}+1..k_{2}]},trong đó {\displaystyle k_{3}=int((k_{1}+k_{2})/2)} tiến hành sắp xếp với mỗi phần rồi trộn chúng lại. Lời gọi thủ tục sắp xếp trộn với {\displaystyle a[1..n]} sẽ cho kết quả là sắp toàn bộ danh sách {\displaystyle a[1..n]}
Ví dụ: Cho danh sách {\displaystyle a=[2,7,6,3,4,5,1]}
Giải thuật trộn đệ quy chia a thành hai danh sách con và tiến hành 3 bước
| Danh sách trái | Danh sách phải |
| 2,7,6          | 3,4,5,1        |

- Sắp xếp trộn danh sách trái 2,7,6

| Quá trình chia | Quá trình chia | Quá trình chia |  | Quá trình trộn | Quá trình trộn | Quá trình trộn |
| 2,7,6          | 2,7,6          | 2,7,6          |  | 2,6,7          | 2,6,7          | 2,6,7          |
| 2              | 7,6            | 7,6            |  | 2              | 6,7            | 6,7            |
| 2              | 7              | 6              |  | 2              | 7              | 6              |
- Sắp xếp trộn danh sách phải 3,4,5,1

| Quá trình chia | Quá trình chia | Quá trình chia | Quá trình chia |  | Quá trình trộn | Quá trình trộn | Quá trình trộn | Quá trình trộn |
| 3,4,5,1        | 3,4,5,1        | 3,4,5,1        | 3,4,5,1        |  | 1,3,4,5        | 1,3,4,5        | 1,3,4,5        | 1,3,4,5        |
| 3,4            | 3,4            | 5,1            | 5,1            |  | 3,4            | 3,4            | 1,5            | 1,5            |
| 3              | 4              | 5              | 1              |  | 3              | 4              | 5              | 1              |
- Trộn danh sách trái 2,6,7 với danh sách phải 1,3,4,5

| Danh sách trái | Danh sách phải | Danh sách trộn |
| 2,6,7          | 1,3,4,5        | 1,2,3,4,5,6,7  |

## Trộn các đường tự nhiên
Như trong phần đánh giá giải thuật, một trong những nhược điểm lớn của thuật toán Trộn trực tiếp là không tận dụng những thông tin về đặc tính của dãy cần sắp xếp. Ví dụ trường hợp dãy đã có thứ tự sẵn. Chính vì vậy, trong thực tế người ta ít dùng thuật toán trộn trực tiếp mà người ta dùng phiên bản cải tiến của nó. Phiên bản này thường được biết với tên gọi thuật toán trộn tự nhiên (Natural Merge sort).

### Khái niệm đường chạy
Để khảo sát thuật toán trộn tự nhiên, trước tiên ta cần định nghĩa khái niệm đường chạy (run):
Một đường chạy của dãy số a là một dãy con không giảm của cực đại của a. Nghĩa là, đường chạy r = (ai, ai+1,..., aj) phải thỏa điều kiện:
- 0 ≤ i ≤ j < n, với n là số phần tử của dãy a
- ak ≤ ak+1 ∀k, i ≤ k ≤ j

Ví dụ dãy 12, 2, 8, 5, 1, 6, 4, 15 có thể coi như gồm 5 đường chạy (12); (2, 8); (5); (1, 6); (4, 15).

### Giải thuật
Các bước thực hiện thuật toán trộn tự nhiên như sau:
- Bước 1: // Chuẩn bị

r = 0; // r dùng để đếm số đường chạy
- Bước 2:

Tách dãy a1, a2,..., an thành 2 dãy b, c theo nguyên tắc luân phiên từng đường chạy:
- Bước 2.1:

Phân phối cho b một đường chạy; r = r+1;
Nếu a còn phần tử chưa phân phối
Phân phối cho c một đường chạy; r = r+1;
- Bước 2.2:

Nếu a còn phần tử: quay lại bước 2.1;
- Bước 3:

Trộn từng cặp đường chạy của 2 dãy b, c vào a.
- Bước 4:

Nếu r >= 2 thì trở lại bước 1;
Ngược lại: Dừng;

### Ưu và nhược điểm
Thuật toán trộn tự nhiên khác thuật toán trộn trực tiếp ở chỗ thay vì luôn cứng nhắc phân hoạch theo dãy con có chiều dài k, việc phân hoạch sẽ theo đơn vị là đường chạy. ta chỉ cần biết số đường chạy của a sau lần phân hoạch cuối cùng là có thể biết thời điểm dừng của thuật toán vì dãy đã có thứ tự là dãy chi có một đường chạy.
Một nhược điểm lớn nữa của thuật toán trộn là khi cài đặt thuật toán đòi hỏi thêm không gian bộ nhớ để lưu các dãy phụ b, c. Hạn chế này khó chấp nhận trong thực tế vì các dãy cần sắp xếp thường có kích thước lớn. Vì vậy thuật toán trộn thường được dùng để sắp xếp các cấu trúc dữ liệu khác phù hợp hơn như danh sách liên kết hoặc file.

## Mã giả

### Mã giả ngắn gọn
```
procedure
 
mergesort
(
l
,
r
:
 
integer
)
;

var
 
i
,
 
j
,
 
k
,
 
m
:
 
integer
;

begin
 

    
if
 
r
>
l
 
then
 

        
begin
 

            
m
:=
(
r
+
l
)
shr
 
1
;
 

            
mergesort
(
l
,
m
)
;
 
mergesort
(
m
+
1
,
r
)
;

            
for
 
i
:=
 
m
 
downto
 
l
 
do
 
b
[
i
]
:=
a
[
i
]
;

            
for
 
j
:=
m
+
1
 
to
 
r
 
do
 
b
[
r
+
m
+
1
-
j
]
:=
a
[
j
]
;

            
for
 
k
:=
l
 
to
 
r
 
do
 

                
if
 
b
[
i
]
 
<
 
b
[
j
]
 
then
 

                    
begin
 
a
[
k
]
:=
b
[
i
]
;
 
i
:=
i
+
1
 
end

                
else
 

                    
begin
 
a
[
k
]
:=
b
[
j
]
;
 
j
:=
j
-
1
 
end
;

        
end
;

end
;

```

### Trộn tại chỗ
```
Procedure Merge
(k1,k2,k3:integer);
 
Var
 i,j,k:integer;
           T: array[k1..k3] of integer;
Begin
   i:=k1;
   j:=k2;
   k:=k3;
  
while
 i<k2 
and
 j<=k3 do
   Begin
     
if
 a[i]<=a[j] 
then 
 begin
         T[k]:=a[i];
         i:=i+1;
       End
       
else
  begin
         T[k]:=a[j];
         j:=j+1;
       End;
    k:=k+1;
   End;
   
if
 i>=k2 
then

        
while
 k<=k3 do begin
           T[k]:=a[j];
           j:=j+1;
           k:=k+1;
       End
   
if
 j>k3 
then

        
while
 k<k2 do begin
           T[k]:=a[i];
           i:=i+1;
           k:=k+1;
       End
    
For
 k:=k1 
to
 k3
          a[k]:=T[k];
End
```

### Trộn từ dưới lên
```
Procedure MergeSortUp 
(a[1..n])
 
Var
 Int m,i
 {
   m=1
   
while
 m<n {
     k=0
     
while
 k+m<=n 
{

       merge(a,k+1,k+m+1,Min[k+2m,n])
       k=k+2m
     }
     m=2*m
   }
 }
```

### Trộn đệ quy
```
Procedure MergeSort 
(k1,k2)
 
Var
 k3:integer;
 Begin
   
if
 k1<k2 
then
 begin
       k3:=(k1+k2)/2;
       
MergeSort
(k1,k3);
       
MergeSort
(k3+1,k2);
     
     
Merge
(k1,k3,k2);
     End;
 End;
```

Ngôn ngữ C++
```
void merge(int array[], int first, int middle, int last) {
    int temp[last + 1];
    int first1, last1, first2, last2;
    int index = first;
	
    first1 = first;
    last1 = middle;
    first2 = middle+1;
    last2 = last;
	
    while((first1 <= last1) && (first2 <= last2)) {
	if(array[first1] < array[first2]) {
	    temp[index] = array[first1];
            index ++;
            first1 ++;			
	} else {
	    temp[index] = array[first2];
	    index ++;
	    first2 ++;
	}
    }
     
    if(first2 > last2) {
        while(first1 <= last1) {
            temp[index] = array[first1];
 	    index ++;
	    first1 ++;
        }
    }

    if(first1 > last1) {
        while(first2 <= last2) {
             temp[index] = array[first2];
	     index ++;
	     first2 ++;
        }
    }		
	
    for(int i = first; i <= last; i ++) {
        array[i] = temp[i - first];
    }
	
    return;
}

void mergeSort(int array[], int first, int last) {
    if(first < last) {
        int middle = int((first + last) / 2);
     	mergeSort(array, first, middle);
	mergeSort(array, middle + 1, last);
	merge(array, first, middle, last);
    }
}

```